# Маяк на островах Фланнан
Маяк на островах Фланнан (англ. Flannan Isles Lighthouse) — безымянный маяк, расположенный вблизи самой высокой точки острова Эйлеан-Мор, одного из островов Фланнан в составе Внешних Гебридских островов у западного побережья Шотландии. Наиболее известен благодаря таинственному исчезновению трёх его смотрителей в 1900 году.

## История
Маяк высотой 23 м (75 футов) был спроектирован Дэвидом Аланом Стивенсоном для Северного совета маяков (Northern Lighthouse Board, NLB). Строительство в 1895—1899 годах велось Джорджем Лоусоном из Рутерглена и обошлось в £1 899 (эквивалентно £233 361 в 2021 году), включая здание, площадки, лестницы и железнодорожные пути. Все использованные материалы пришлось доставлять на 45-метровые (148 футов) скалы прямо с кораблей. Ещё 3 526 фунтов стерлингов (433 298 фунтов стерлингов в 2021 году) было потрачено на строительство береговой станции в Бреасклете на острове Льюис. Маяк был впервые зажжён 7 декабря 1899 года.
Железнодорожные пути были проложены для того, чтобы облегчить транспортировку провизии для смотрителей и топлива для маяка (в то время парафина; маяк потреблял двадцать бочек в год) по крутым уклонам от мест посадки с помощью канатной дороги. Она приводилась в движение небольшой паровой машиной, стоявшей в сарае, примыкавшем к маяку. От маяка в западном направлении спускалась дорога, которая затем огибала остров с юга. Примерно в центре острова она разветвлялась с помощью набора ручных указателей, шутливо названных «Клэпхемским перекрестком» в честь железнодорожного узла в Лондоне. Одна ветка продолжала кривую и шла на восток к восточному месту высадки, расположенному в юго-восточном углу острова, образуя полукруг, а другая, чуть более короткая, изгибалась обратно на запад, чтобы обслуживать западную высадку, расположенную в небольшой бухте на южном побережье острова. Последние подходы к посадочным площадкам были очень крутыми. Трос направлялся по кривым с помощью шкивов, установленных между рельсами, а линия стоек, установленных снаружи внутреннего рельса, не позволяла ему сбиться с пути, если он соскочит со шкивов. Груз перевозился на небольшой четырёхколёсной тележке.
В 1925 году маяк стал одним из первых шотландских маяков, принимающих сообщения с берега по беспроводной телеграфии. Железная дорога была демонтирована, оставив после себя бетонное полотно, на котором она была уложена, чтобы служить проезжей частью для «Гната» — трёхколёсного вездехода на резиновом ходу с четырёхтактным двигателем объёмом 400 см³ (24 куб. дюйма), построенного компанией Aimers McLean из Галашилса. Он проработал несколько меньше, чем железная дорога, и стал ненужным после строительства вертолётной площадки.
28 сентября 1971 году маяк был автоматизирован. Одновременно была построена железобетонная вертолётная площадка, позволяющая проводить техническое обслуживание в тяжелую погоду. Дальность действия маяка составляет 17 морских миль (20 миль; 31 км), свет производится за счёт сжигания ацетилена. В настоящее время наблюдение за ним ведется с о-ва Льюис, а береговая станция переоборудована под квартиры.

## Исчезновение смотрителей в 1900 году
Первая запись о том, что на островах Фланнан что-то не в порядке, была сделана 15 декабря 1900 года, когда пароход Archtor, следовавший из Филадельфии в Лит, отметил в своём журнале, что в плохих погодных условиях свет не работает. Когда 18 декабря 1900 года судно пришвартовалось в Лите, информация об этом была передана в «Северный совет по маякам». Судно помощи, маячный тендер «Гесперус», из-за неблагоприятной погоды не смогло отплыть из Бреасклета (Льюис), как планировалось, 20 декабря; оно достигло острова только в полдень 26 декабря. На маяке работали три человека: Джеймс Дукат, Томас Маршалл и Дональд МакАртур, а четвёртый человек посменно находился на берегу.
По прибытии экипаж «Гесперуса» и помощник смотрителя обнаружили, что на флагштоке нет флага, ни один из обычных ящиков с провизией не был оставлен на дебаркадере для пополнения запасов, и, что ещё более зловеще, никто из смотрителей маяка не был готов встретить их на берегу. Джим Харви, капитан «Гесперуса», попытался связаться с ними, подавая сигнальный свисток и пуская сигнальные ракеты, но безуспешно.
Тогда на воду спустили шлюпку, и Джозеф Мур, спасатель, в одиночку выбрался на берег. Он обнаружил, что входные ворота и главная дверь закрыты, кровати не заправлены, а часы не заведены. Вернувшись на посадочную площадку с этим мрачным известием, он вместе со вторым помощником и матросом «Гесперуса» снова поднялся на маяк. Дальнейший осмотр показал, что лампы были вычищены и заправлены. Был обнаружен комплект водонепроницаемой одежды, что позволило предположить, что кто-то из смотрителей исчез с маяка не успев её надеть. Ни внутри маяка, ни на острове не было обнаружено никаких следов пребывания смотрителей.
Мур и три моряка-добровольца были оставлены на острове для обслуживания маяка, а «Гесперус» вернулся в Льюис. Капитан Харви направил в «Северный совет по маякам» телеграмму от 26 декабря 1900 года, в которой говорилось следующее:

На острове Фланнан произошло ужасное происшествие. Три смотрителя, Дукат, Маршалл и МакАртур, исчезли с острова… Часы были остановлены, и другие признаки указывали на то, что несчастный случай произошёл около недели назад. Бедняги, должно быть, сорвались со скалы или утонули, пытаясь закрепить кран.
Оригинальный текст (англ.)A dreadful accident has happened at the Flannans. The three keepers, Ducat, Marshall and the Occasional have disappeared from the Island... The clocks were stopped and other signs indicated that the accident must have happened about a week ago. Poor fellows they must have been blown over the cliffs or drowned trying to secure a crane.

На Эйлеан-Мор бойцы обследовали все уголки острова в поисках сведений о судьбе смотрителей. На восточном причале всё было в целости и сохранности, а вот на западном обнаружились значительные следы повреждений, нанесённых недавними штормами. Ящик на высоте 33 метров над уровнем моря был разбит, его содержимое разбросано, железные перила погнуты, железная дорога у тропинки вырвана из бетона, камень весом более тонны сдвинут с места. На вершине скалы на высоте более 60 метров (200 футов) над уровнем моря дёрн был содран на расстоянии 10 м (33 фута) от края скалы.

### Расследование «Северным советом маяков»
29 декабря 1900 года на остров прибыл Роберт Мюрхед, суперинтендант «Северного совета маяков» (Northern Lighthouse Board, NLB), чтобы провести официальное расследование инцидента. Мюрхед первоначально принял на работу всех трёх пропавших мужчин и знал их лично.
Он осмотрел оставленную на маяке одежду и пришёл к выводу, что Дукат и Маршалл спустились на западную посадочную площадку, а МакАртур («Случайный») покинул маяк во время сильного дождя в рукавах рубашки. Он отметил, что тот, кто оставил маяк последним и без присмотра, нарушил правила NLB. Он также отметил, что в некоторые повреждения западной площадки «трудно поверить, если не видеть их наяву».

Из свидетельств, которые мне удалось получить, я убедился, что люди были на службе до обеда в субботу 15 декабря, что они спустились вниз, чтобы закрепить ящик, в котором хранились швартовые, посадочные и т. д. канаты, и который был закреплён в расщелине скалы на высоте около 110 футов [34 м] над уровнем моря, и что очень большое море устремилось вверх по склону скалы, прошло над ними и, обрушившись с огромной силой, снесло их полностью.
Оригинальный текст (англ.)From evidence which I was able to procure I was satisfied that the men had been on duty up till dinner time on Saturday the 15th of December, that they had gone down to secure a box in which the mooring ropes, landing ropes etc. were kept, and which was secured in a crevice in the rock about 110 feet [34 meters] above sea level, and that an extra large sea had rushed up the face of the rock, had gone above them, and coming down with immense force, had swept them completely away.

Утешило ли это объяснение семьи погибших смотрителей (у Дуката остались жена и четверо детей, у МакАртура — жена и двое детей), неизвестно. Однако это событие на долгие годы подпортило репутацию маяка после инцидента.

### Спекуляции и предположения
Тела погибших так и не были найдены, однако загадочные явления привели к «увлеченным национальным спекуляциям» в газетах и периодических изданиях той эпохи. Появились неправдоподобные версии, например, что людей унёс морской змей; что они договорились с кораблём, чтобы тот увёз их и они начали новую жизнь; что их похитили иностранные шпионы; или что они встретили свою судьбу благодаря злому присутствию лодки, наполненной призраками (в местных условиях широко подозревали зловещее влияние «Призрака семи охотников»). Более десяти лет спустя эти события всё ещё вспоминались и перерабатывались. В балладе «Остров Фланнан», написанной в 1912 году Уилфридом Уилсоном Гибсоном, ошибочно говорится о перевернутом стуле и недоеденной еде, разложенной на столе, что указывает на внезапное беспокойство смотрителей.

Однако, когда мы толпились у входа

Мы увидели лишь стол, накрытый

Для ужина, мясо, сыр и хлеб;

Но все было неприкосновенно, и никого не было,

Как будто, когда они сели есть,

Не успели они вкусить,

Тревога пришла, и они поспешно

Встали и оставили хлеб и мясо,

А у изголовья стола стул

На полу валялся.

Однако в своём рассказе, сделанном со слов смотрителя Мура, он отметил, что: «Кухонная утварь была очень чистой, что свидетельствует о том, что они ушли, должно быть, после ужина».

### Позднейшие теории и интерпретации
Со временем возникла версия о существовании необычных записей в бортовом журнале. В них Маршалл якобы пишет 12 декабря, что был «сильный ветер, подобного которому я не видел за двадцать лет». Он также сообщил, что Дукат вёл себя «очень тихо», а Дональд Макартур плакал. Макартур был моряком-ветераном с репутацией драчуна, и поэтому было бы странно, что даже сильный шторм вызвал у него такой испуг. В записях в журнале 13 декабря говорилось, что шторм всё ещё бушевал, и все трое мужчин молились. Это также вызывает недоумение, поскольку все три человека были опытными смотрителями маяков и знали, что находятся в надёжном сооружении на высоте 150 футов над уровнем моря, и должны были понимать, что находятся в безопасности. Кроме того, 12, 13 и 14 декабря в этом районе не было зафиксировано никаких штормов. Последняя запись в журнале была сделана 15 декабря и гласила: «Шторм закончился, море спокойно. Бог над всеми», однако расследование, проведённое Майком Дэшем для журнала Fortean Times, показало, что записи в журнале были вымышленными, добавленными к истории позднее.
Последующие исследователи учитывали географию островов. Береговая линия Эйлеан-Мора глубоко изрезана узкими оврагами, называемыми геонами. Западный причал, расположенный в таком геоне, заканчивается пещерой. Во время сильного шторма вода устремлялась в пещеру, а затем вырывалась наружу со значительной силой. Возможно, Макартур увидел серию больших волн, приближающихся к острову, и, зная о возможной опасности для своих коллег, побежал вниз, чтобы предупредить их, но был также смыт сильным штормом. Недавние исследования Джеймса Лава показали, что Маршалл был ранее оштрафован на пять шиллингов, когда его оборудование было смыто во время сильного шторма. Вероятно, желая избежать ещё одного штрафа, он и Дукат пытались закрепить своё оборудование во время шторма и в результате были смыты. Можно предположить, что судьба Макартура, хотя он и был обязан остаться на маяке, была такой же. Лав предполагает, что Макартур, вероятно, пытался предупредить коллег или помочь им и тоже был смыт волнами. Преимущество этой теории состоит в том, что она объясняет и то, что в помещении остались вещи, и то, что пальто Макартура осталось на крючке, хотя, возможно. Другая теория основана на непосредственном опыте Уолтера Алдеберта, работавшего на Фланнане с 1953 по 1957 год. По его мнению, одного человека могло смыть в море, а его спутников, которые пытались его спасти, смыло ещё более сильными волнами.
Ещё одно предположение основано на психологии смотрителей. Утверждается, что Макартур обладал неуравновешенным характером, что могло привести к драке у края обрыва у Вест-Лэндинга, в результате которой все трое мужчин упали и погибли.

### В популярной культуре
- Вымышленное использование этой предпосылки было показано в сериале «Доктор Кто», в серии «Ужас Скалы клыка».
- Эта тайна также послужила вдохновением для современной камерной оперы «Маяк» (1979) композитора Питера Максвелла Дэвиса[15].
- Британская рок-группа Genesis написала и записала песню «The Mystery of Flannan Isle Lighthouse» в 1968 году во время работы над своим первым альбомом, но она была издана только в 1998 году в сборнике Genesis Archive 1967-75[16].
- Фильм 2019 года «Исчезновение» также основан на этом событии[17].
- В балладе Уилфрида Уилсона Гибсона (1878—1962) «Остров Фланнан» рассказывается об ужасе поисковой группы, которая обнаруживает пустой маяк без следов «трёх погибших мужчин».
- Фильм режиссёра Роберта Эггерса «Маяк», вышедший в 2019 году, не был вдохновлен этой трагедией. На самом деле фильм был вдохновлён трагедией маяка Смоллс в 1801 году.
- В премьерном выпуске 7-го сезона программы BuzzFeed Unsolved True Crime ведущие Райан Бергара и Шейн Мадеж рассказали об этом исчезновении. Премьера эпизода состоялась 21 октября 2020 г.
- Острова Фланнан и маяк фигурируют в книге Марка Доусона «Никогда больше не подводи меня» (2021), девятнадцатой книге из серии «Джон Милтон».
- В книге Наташи Пулли «Королевства» (2021 г.) также есть упоминание об исчезновении, с которого начинаются события романа.
- Видеоигра в жанре инди-хоррор Dark Fall II: Lights Out была частично вдохновлена этим событием и ссылается как на эпизод из сериала «Доктор Кто», так и на стихотворение У. У. Гибсона, о котором шла речь выше.
- Писательница Эмма Стонекс в основу своего рассказа «Огниво» положила события, произошедшие на маяке Эйлин-Мор.